# 1960년 하계 올림픽
1960년 하계 올림픽(영어: 1960 Summer Olympics, Games of the XVII Olympiad, 이탈리아어: Giochi della XVII Olimpiade)은 이탈리아 로마에서 1960년 8월 25일부터 9월 11일까지 개최된 제17회 하계 올림픽이다. 로마는 1908년 하계 올림픽을 개최하기로 하였으나 1906년 베수비오 화산의 활동으로 개최권을 영국 런던에 넘기게 되었다.

## 투표 결과
1955년 6월 15일, 프랑스 파리에서 열린 IOC 총회에서 이탈리아 로마로 결정되었다.
| 후보 도시  | NOC      | 1차 투표 | 2차 투표 | 3차 투표 |
| 로마       | 이탈리아 | 15       | 26       | 35       |
| 로잔       | 스위스   | 14       | 21       | 24       |
| 디트로이트 | 미국     | 6        | 11       |          |
| 부다페스트 | 헝가리   | 8        | 1        |          |
| 브뤼셀     | 벨기에   | 6        |          |          |
| 멕시코시티 | 멕시코   | 6        |          |          |
| 도쿄       | 일본     | 4        |          |          |

## 참가국

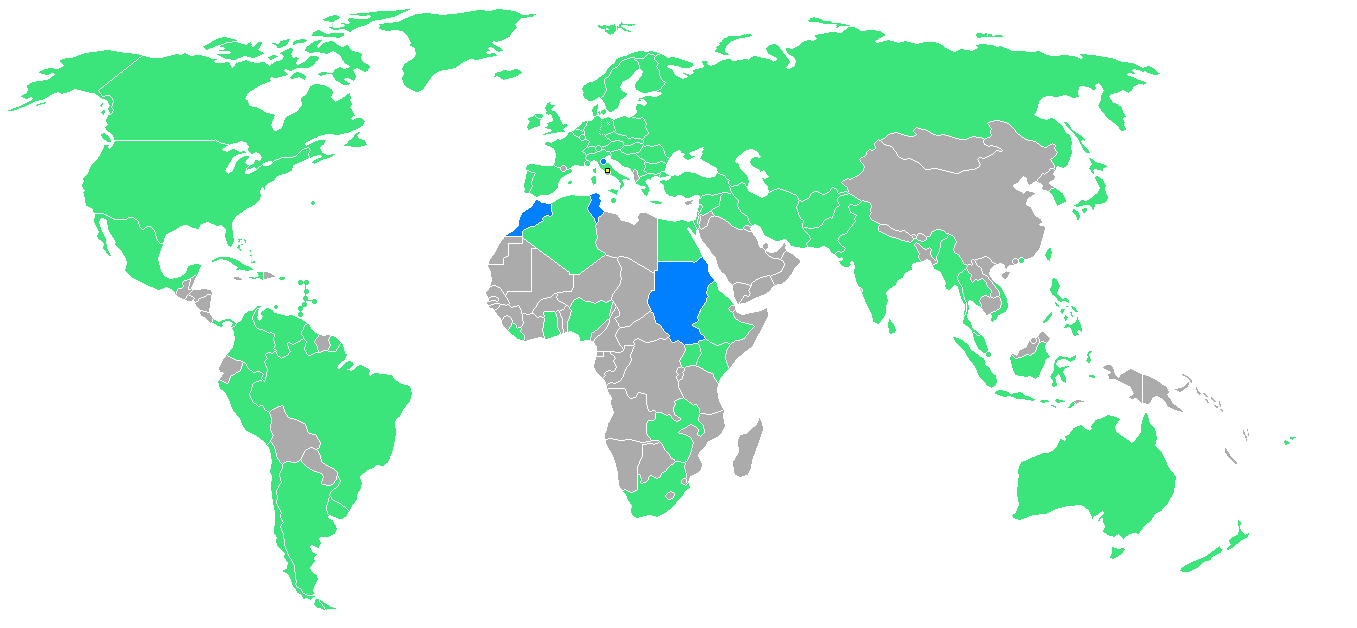
1960년 하계 올림픽 참가국

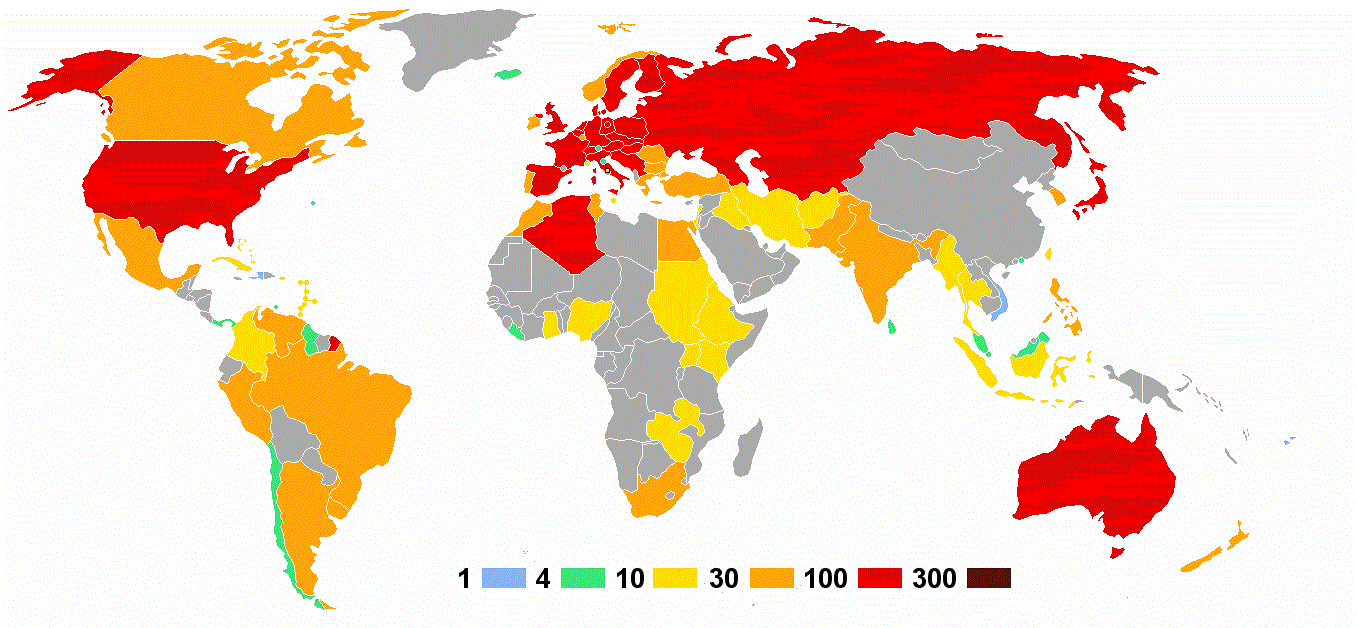
참가국들이 파견한 선수단의 인원 수

모로코, 산마리노, 수단, 튀니지 4개국이 처음으로 하계 올림픽에 참가했다. 동독과 서독은 연합 선수단을 결성하여 대회에 참가했으며, 자메이카, 트리니다드 토바고, 바베이도스 출신 선수들은 서인도 연방 선수단을 결성하여 대회에 참가했다. 1960년 하계 올림픽 참가국과 인원은 다음과 같다.
| \| - 아프가니스탄 (12) - 서인도 연방 (13) - 아르헨티나 (91) - 오스트레일리아 (189) - 오스트리아 (103) - 바하마 (13) - 벨기에 (101) - 버뮤다 (9) - 브라질 (72) - 영국령 기아나 (5) - 불가리아 (98) - 버마 (10) - 캐나다 (85) - 실론 (5) - 칠레 (9) - 콜롬비아 (16) - 쿠바 (12) - 체코슬로바키아 (116) - 덴마크 (100) - 에티오피아 (10) - 피지 (2) - 핀란드 (117) - 프랑스 (238) - 독일 연합 (293) - 가나 (13) - 영국 (253) - 그리스 (48) - 아이티 (1) \| \| - 홍콩 (4) - 헝가리 (184) - 아이슬란드 (9) - 인도 (45) - 인도네시아 (22) - 이란 (23) - 이라크 (21) - 아일랜드 (49) - 이스라엘 (23) - 이탈리아 (280) (개최국) - 일본 (162) - 케냐 (27) - 대한민국 (35) - 레바논 (19) - 라이베리아 (4) - 리히텐슈타인 (5) - 룩셈부르크 (52) - 말라야 연방 (9) - 몰타 (10) - 멕시코 (69) - 모나코 (11) - 모로코 (47) - 네덜란드 (110) - 네덜란드령 안틸레스 (5) - 뉴질랜드 (37) - 나이지리아 (12) - 노르웨이 (40) - 파키스탄 (44) \| \| - 파나마 (6) - 페루 (31) - 필리핀 (40) - 폴란드 (185) - 포르투갈 (65) - 푸에르토리코 (27) - 중화민국 (27) - 로디지아 (14) - 루마니아 (98) - 산마리노 (9) - 싱가포르 (5) - 남아프리카 연방 (55) - 소련 (283) - 스페인 (144) - 수단 (10) - 스웨덴 (134) - 스위스 (149) - 태국 (20) - 튀니지 (42) - 튀르키예 (49) - 우간다 (10) - 아랍 연합 공화국 (74) - 미국 (292) - 우루과이 (34) - 베네수엘라 (36) - 베트남 (3) - 유고슬라비아 (116) \| |  | |  | |
| - 아프가니스탄 (12) - 서인도 연방 (13) - 아르헨티나 (91) - 오스트레일리아 (189) - 오스트리아 (103) - 바하마 (13) - 벨기에 (101) - 버뮤다 (9) - 브라질 (72) - 영국령 기아나 (5) - 불가리아 (98) - 버마 (10) - 캐나다 (85) - 실론 (5) - 칠레 (9) - 콜롬비아 (16) - 쿠바 (12) - 체코슬로바키아 (116) - 덴마크 (100) - 에티오피아 (10) - 피지 (2) - 핀란드 (117) - 프랑스 (238) - 독일 연합 (293) - 가나 (13) - 영국 (253) - 그리스 (48) - 아이티 (1) |  | - 홍콩 (4) - 헝가리 (184) - 아이슬란드 (9) - 인도 (45) - 인도네시아 (22) - 이란 (23) - 이라크 (21) - 아일랜드 (49) - 이스라엘 (23) - 이탈리아 (280) (개최국) - 일본 (162) - 케냐 (27) - 대한민국 (35) - 레바논 (19) - 라이베리아 (4) - 리히텐슈타인 (5) - 룩셈부르크 (52) - 말라야 연방 (9) - 몰타 (10) - 멕시코 (69) - 모나코 (11) - 모로코 (47) - 네덜란드 (110) - 네덜란드령 안틸레스 (5) - 뉴질랜드 (37) - 나이지리아 (12) - 노르웨이 (40) - 파키스탄 (44) |  | - 파나마 (6) - 페루 (31) - 필리핀 (40) - 폴란드 (185) - 포르투갈 (65) - 푸에르토리코 (27) - 중화민국 (27) - 로디지아 (14) - 루마니아 (98) - 산마리노 (9) - 싱가포르 (5) - 남아프리카 연방 (55) - 소련 (283) - 스페인 (144) - 수단 (10) - 스웨덴 (134) - 스위스 (149) - 태국 (20) - 튀니지 (42) - 튀르키예 (49) - 우간다 (10) - 아랍 연합 공화국 (74) - 미국 (292) - 우루과이 (34) - 베네수엘라 (36) - 베트남 (3) - 유고슬라비아 (116) |

- 수리남도 개막식에 참가하였으나, 유일하게 참가한 육상 선수가 일정 착오로 인해 경기 도중 기권하였다.

## 종목
- 근대5종
- 농구
- 다이빙
- 레슬링
- 복싱
- 사격
- 사이클
- 수구
- 수영
- 승마
- 역도
- 요트
- 육상
- 조정
- 체조
- 축구
- 카누
- 펜싱
- 하키

## 메달 집계
주최국 (이탈리아)
| 순위 | 국가                 | 금메달 | 은메달 | 동메달 | 합계 |
| ---- | -------------------- | ------ | ------ | ------ | ---- |
| 1    | 소련 (URS)           | 43     | 29     | 31     | 103  |
| 2    | 미국 (USA)           | 34     | 21     | 16     | 71   |
| 3    | 이탈리아 (ITA)       | 13     | 10     | 13     | 36   |
| 4    | 독일 연합 (EUA)      | 12     | 19     | 11     | 42   |
| 5    | 오스트레일리아 (AUS) | 8      | 8      | 6      | 22   |
| 6    | 튀르키예 (TUR)       | 7      | 2      | 0      | 9    |
| 7    | 헝가리 (HUN)         | 6      | 8      | 7      | 21   |
| 8    | 일본 (JPN)           | 4      | 7      | 7      | 18   |
| 9    | 폴란드 (POL)         | 4      | 6      | 11     | 21   |
| 10   | 체코슬로바키아 (TCH) | 3      | 2      | 3      | 8    |

※ 대한민국 선수단이 단 한 개의 메달도 따내지 못한 유일한 대회이다.

## 대회 이모저모
- 소비에트 연방 여자 체조 선수들이 16개의 메달중 15개를 휩쓸었다.

- IOC의 결정에 의해, 중화민국은 서양에서 쓰이는 타이완(대만)에 관한 지명 가운데 하나인 포르모사(Formosa)라는 이름으로 참가해야 했다. 중화민국은 이의 항의로 개회식 때 Under Protest(항의한다)라는 문구가 적힌 피켓을 들고 입장하였다. 경기마다 중화민국 선수단의 유니폼 검사를 하여 포르모사라는 이름으로 출전하는지 여부를 확인하여 논란이 되었다.

- 대회 4일째인 8월 28일은 주일로 기독교 예배를 위해 경기가 없었다.

- 독일 민주 공화국(동독)과 독일 연방 공화국(서독)이 단일팀을 이루어 참가하였다.

- 대한민국은 하계 올림픽 출전 사상 유일하게 단 한 개의 메달도 획득하지 못하는 부진을 면치 못했다.

- 에티오피아의 아베베 비킬라는 이 대회 마라톤에서 맨발로 완주하여 금메달을 차지한 것으로 유명하다.

- 복싱 라이트 헤비급의 금메달리스트 캐시어스 클레이는 후에 무하마드 알리로 이름을 바꾸어 세계 챔피언이 되었다.

- 미국의 윌마 루돌프가 소아마비를 이겨내고 여자 단거리 육상에서 3개의 금메달을 획득했다.

- 그리스의 마지막 왕으로 당시 왕세자였던 콘스탄티노스 2세가 요트 드래곤급 금메달을 획득했다.

- 당시는 금지약물의 개념이 희박하여 선수들은 규제없이 복용하고 있었다. 심지어 경기력 향상을 위해 마약을 복용하기도 하였다. 그런데 이 대회에서 덴마크의 사이클 선수 크누드 에네마르크 옌센이 약물 복용으로 인해 사망하는 사건이 발생했고, 그 후 올림픽 팀에 배속된 각 국의 의사들이 모여 이러한 실태를 개선해야 한다는 결의를 하였다. 약물 검사는 1968년 하계 올림픽부터 시행되게 된다.
- 세계적으로도 악명높은 아파르트헤이트 정책으로 인해서 남아프리카 공화국은 이번 올림픽을 마지막으로 올림픽 출전이 금지 및 제한되었다. 이후 1992년 바르셀로나 올림픽에서 IOC 지위를 회복하여 다시 참가한다.